# Systofte Sogn
Systofte Sogn er et sogn i Falster Provsti (Lolland-Falsters Stift).
Systofte Sogn hørte til Falsters Sønder Herred i Maribo Amt. I 1800-tallet var sognet anneks til Nykøbing F Sogn, der lå i Nykøbing Falster Købstad og kun geografisk hørte til herredet. Systofte sognekommune blev ved kommunalreformen i 1970 indlemmet i Nykøbing Falster Kommune, der ved strukturreformen i 2007 indgik i Guldborgsund Kommune.
I Systofte Sogn ligger Systofte Kirke.
I sognet findes følgende autoriserede stednavne:
- Bjørup (bebyggelse, ejerlav)
- Horsemorhuse (bebyggelse)
- Hullebæk (bebyggelse, ejerlav)
- Kristiansminde (ejerlav, landbrugsejendom)
- Systofte (bebyggelse, ejerlav)